# ديك ماكبرايد (شاعر)
ديك ماكبرايد (بالإنجليزية: Dick McBride)‏ (8 مايو 1928، واشنطن في الولايات المتحدة - 28 أغسطس 2012 في المملكة المتحدة)؛ كاتب مسرحي، شاعر وروائي أمريكي.